# Prosciurillus murinus
Prosciurillus murinus är en däggdjursart som först beskrevs av Müller och Hermann Schlegel 1844.  Prosciurillus murinus ingår i släktet Prosciurillus och familjen ekorrar. IUCN kategoriserar arten globalt som otillräckligt studerad. Inga underarter finns listade i Catalogue of Life. Wilson & Reeder (2005) skiljer mellan tre underarter.
Arten förekommer på norra och centrala Sulawesi samt på några mindre öar i närheten. På Sangiheöarna, nordöst om Sulawesi, blev arten antagligen introducerad. Den föredrar ursprungliga skogar och hittas sällan i andra områden med träd. I bergstrakter når Prosciurillus murinus 2200 meter över havet.
Denna ekorre blir 10,2 till 15 cm lång (huvud och bål) och har en 5,5 till 12 cm lång svans. Vikten varierar mellan 42 och 110 g. Pälsen har en mörkbrun färg på ovansidan och en gråaktig färg på undersidan. Hos Prosciurillus murinus är svansen prickig i brun, ljusbrun och svart. Arten har inga tofsar på öronen, ingen strimma på ryggen och inga fläckar bakom öronen.
Individerna är aktiva på dagen och klättrar främst i växtligheten. De äter frukter, frön och insekter. Prosciurillus murinus observerades tillsammans med andra ekorrar på samma träd och individerna tolererade varandra. Några upphittade och undersökta honor var dräktiga med en unge.